# Artur Socha
Artur Klemens Socha (ur. 23 listopada 1896 w Warszawie, zm. 19 lipca 1943 w Aberfeldy) – polski aktor teatralny i filmowy, reżyser teatralny.

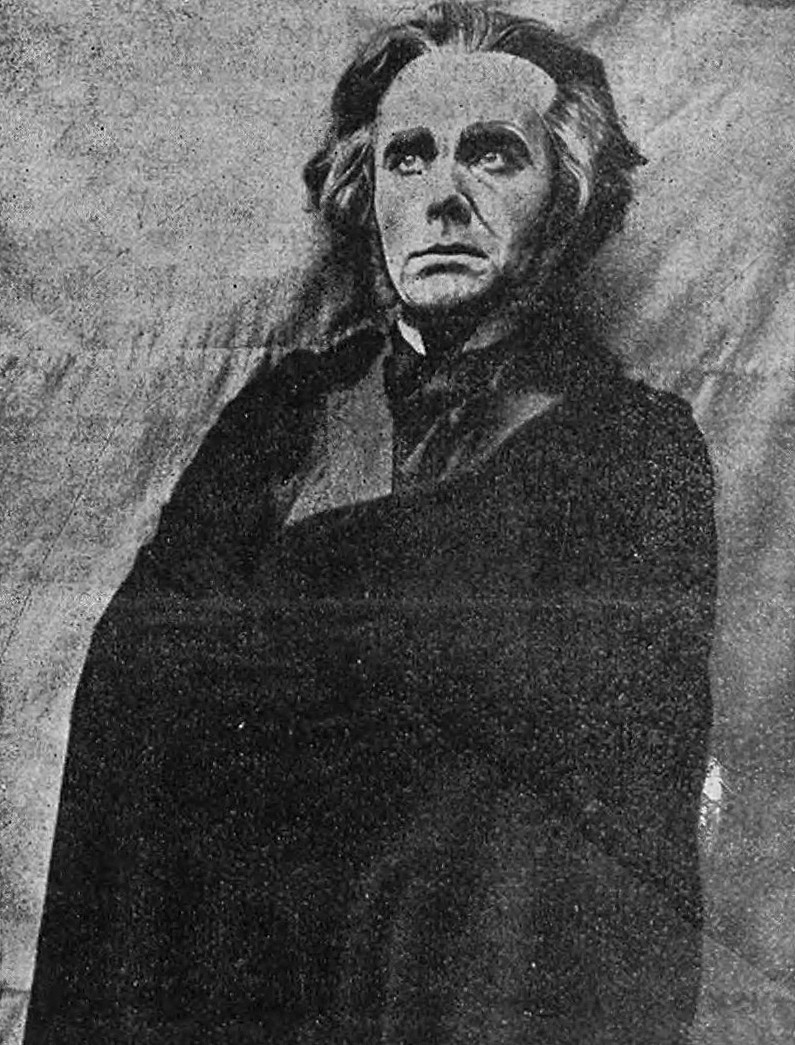
Artur Socha jako Adam Mickiewicz w Legionie Stanisława Wyspiańskiego (1924)

## Życiorys
Uczęszczał do Szkoły Aplikacyjnej przy Warszawskich Teatrach Rządowych. W 1913 roku został zaangażowany do zespołu Teatru Małego. Po wybuchu I wojny światowej służył w armii carskiej. W 1917 roku, po rewolucji lutowej zaciągnął się do I Korpusu Polskiego, a po jego rozformowaniu walczył w szeregach tzw. Dywizji Syberyjskiej. Wzięty do niewoli przez bolszewików, uciekł z więzienia i przedostał się do Władywostoku, skąd drogą morską dotarł do Francji. Po pobycie w Paryżu, powrócił do Polski.
W 1922 roku powrócił do aktorstwa, grając w Teatrze Polskim w Katowicach (do 1923 roku). W kolejnych latach był członkiem zespołów: Teatru im. Juliusza Słowackiego w Krakowie (1923-1928) oraz Teatru Miejskiego w Łodzi (1928-1929). Następnie przeniósł się do Warszawy, gdzie grał (Teatr Nowy 1930-1933, Teatr Narodowy 1930-1939) oraz reżyserował (Teatr Ateneum 1929). Występował w filmach oraz nagrywał jako recytator (m.in. dla wytwórni Syrena Rekord nagrał recytacje utworów Adama Mickiewicza).
Po wybuchu II wojny światowej przedostał się na Węgry, a następnie - przez Francję - do Wielkiej Brytanii (1940). Występował tam z recytacjami dla żołnierzy Polskich Sił Zbrojnych. Podczas pobytu w Szkocji rozwinęła się u niego gruźlica gardła. Poddał się operacji, która jednak poskutkowała całkowitą utratą głosu.
W 1929 roku ożenił się z malarką Zofią Stryjeńską; para rozwiodła się po kilku latach. Został pochowany na polskim cmentarzu w Perth.

## Filmografia
- Huragan (1928) - leśnik
- Mocny człowiek (1928) – literat Jerzy Górski
- Dziesięciu z Pawiaka (1931) - delegat z Krakowa
- Księżna Łowicka (1932) - Piotr Wysocki
- Ostatnia eskapada (1933) - oficer Legii Cudzoziemskiej
- Przeor Kordecki – obrońca Częstochowy (1934) - kapelan króla Jana II Kazimierza
- Barbara Radziwiłłówna (1936) - Andrzej Górka, starosta wielkopolski
- Znachor (1937) - prokurator
- Ty, co w Ostrej świecisz Bramie (1937) - "inżynier", członek szajki
- Za zasłoną (1938) - chirurg
- Ostatnia brygada (1938) - inżynier
- Geniusz sceny (1939) - apostoł w "Judaszu z Kariothu"